# Šumavská hasičská liga

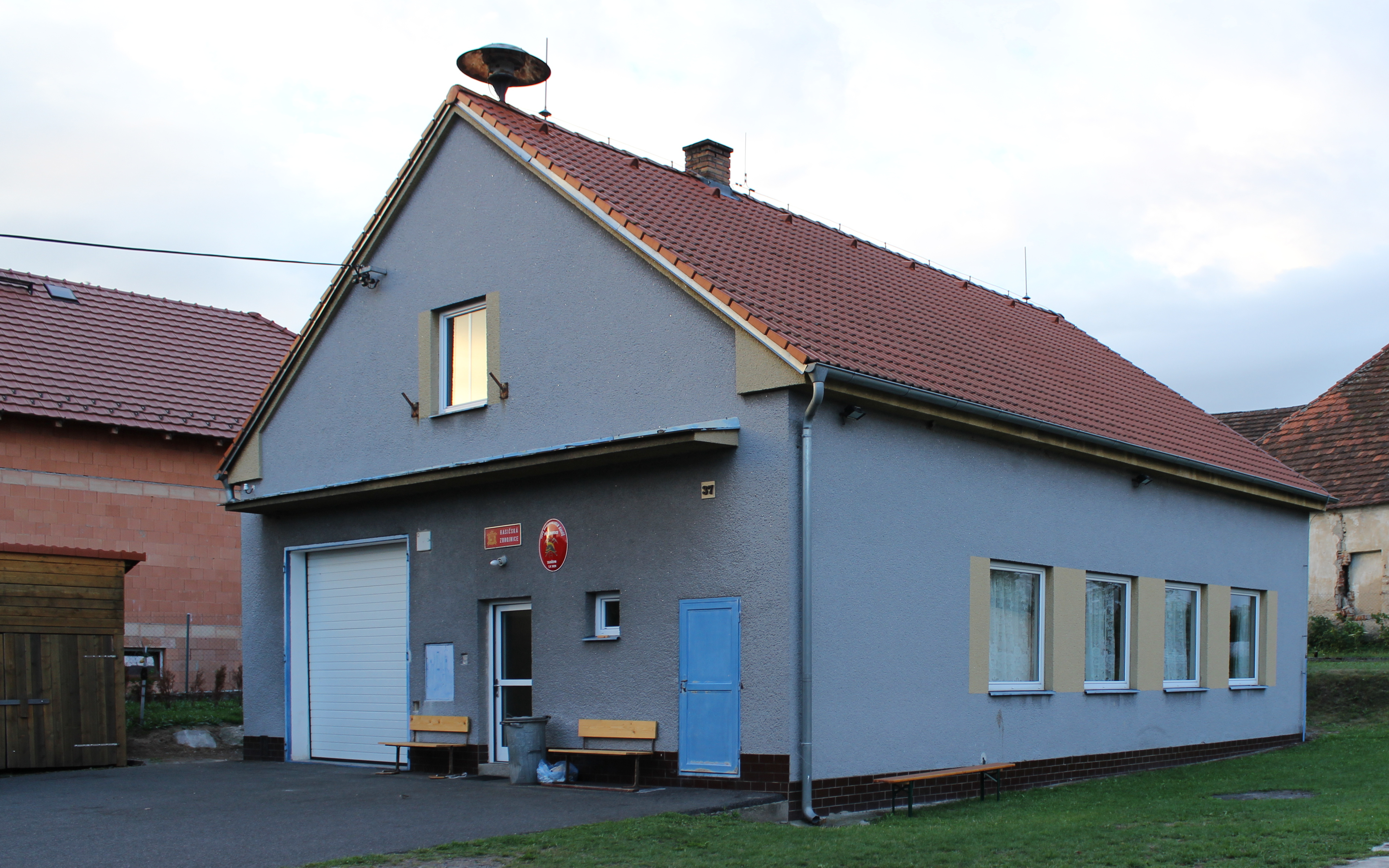
Zbrojnice hasičů v Přechovicích, jednoho z účastníků soutěže

Šumavská hasičská liga (plným názvem podle sponzora – strakonického pivovaru, respektive jednoho z jeho výrobků – Šumavská hasičská liga – Dudák Cup) je soutěž v požárním útoku. Založena byla roku 2006 a v té době obsahovala sedm (dříve samostatných) soutěží. První soutěž ligy se konala ve Svaté Maří. Další soutěže prvního ročníku proběhly v Budilově, následovaly Přešťovice, Přechovice, Kalenice, Dolany a Bohumilice. Vítězem prvního ročníku se stalo družstvo žernovických hasičů. Roku 2015 si Zdeněk Pomahač pro administrativně snadnější organizaci založil zapsaný spolek jmenující se Šumavská hasičská liga.
Soutěž se postupně rozrůstala, až na devatenáct závodů v roce 2015. Od té doby se naopak počet turnajů snižuje až na zatím třináct v roce 2017. Družstva účastnící se závodů ligy jsou rozdělena do pěti kategorií, a sice na přípravku, mladší a starší žáky, ženy a poslední skupinou jsou muži. O průbězích a výsledcích závodů referují místní periodika (například Deník).

## Seznam závodů
V roce 2013 probíhaly závody v těchto obcích:
- Kalenice (O pohár starosty obce)
- Dřešín (Plamen)
- Žernovice (Memoriál Jana Ludačky)
- Žihobce (Plamen)
- Nišovice (Memoriál Miroslava Holína)
- Obytce (O pohár obce)
- Mochtín (Velká cena v požárním útoku okresu Klatovy)
- Budilov (O pohár starosty obce)
- Stachy (Memoriál Jiřího Havla)
- Zahorčice (O pohár starostky obce)
- Přechovice (O pohár starosty obce)
- Benešova Hora (Memoriál Václava Maurice)
- Sudoměř (O pohár Jana Žižky)
- Dolany (O putovní pohár starosty obce)
- Nihošovice (O pohár)
- Bohumilice (O putovní pohár starosty obce)
- Drachkov (O pohár drachkovské lamy)

Ne ovšem na každé z lokalit byly pořádány závody pro všech pět kategorií.